# Amphicnaeia quinquevittata
Amphicnaeia quinquevittata là một loài bọ cánh cứng trong họ Cerambycidae.